# 10:2-Fluortelomersulfonsäure
10:2-Fluortelomersulfonsäure ist eine chemische Verbindung aus der Gruppe der Fluortelomersulfonsäuren innerhalb der per- und polyfluorierten Alkylverbindungen (PFAS).

## Verwendung
10:2-Fluortelomersulfonsäure wird bzw. wurde unter anderem als Beschichtung in Lebensmittelverpackungen verwendet.

## Sicherheitshinweise
10:2-Fluortelomersulfonsäure können krebserregend, immunschädigend, hormonstörend und leberschädigend wirken. Zudem können sie schädigend auf das fetale Wachstum und die kindlichen Entwicklung wirken.

## Regulierung
Da die 10:2-Fluortelomersulfonsäure eine Perfluorheptylgruppe enthält und damit die Definition eines PFOA-Vorläufers laut Stockholmer Übereinkommen sowie EU-POP-Verordnung erfüllt, unterliegt der Stoff einem weitreichenden Verbot. Zudem fällt er auch unter die Beschränkung von Perfluorcarbonsäuren der Kettenlängen C9–C14, ihrer Salze und Vorläuferverbindungen in der REACH-Verordnung.